# Provincia Tocopilla
Tocopilla (Provincia de Tocopilla) este o provincie din regiunea Antofagasta, Chile, cu o populație de 28.840 locuitori (2012) și o suprafață de 16236 km2.